# Hsueh Jui-yuan
Dans ce nom chinois, le nom de famille, Hsueh, précède le nom personnel Jui-yuan.
Hsueh Jui-yuan (chinois traditionnel : 薛瑞元 ; pinyin : Xuē Ruìyuán) est un homme d'État taïwanais.
De 2022 à 2024, il occupe le poste de ministre de la Santé et du Bien-être.

## Jeunesse
Hsueh est diplômé d'un doctorat de médecine en 1980 à l'université de médecine de Taipei. Plus tard, il obtient un Master of Laws puis un Bachelor of Laws auprès de l'université nationale de Taïwan, respectivement en 1997 et 2001.

## Carrière politique
Hsueh Jui-yuan est nommé vice-ministre en août 2017 au ministère de la Santé et du Bien-être, alors que Chen Shih-chung en est le ministre ; il reste à ce poste jusqu'en juillet 2020,, date à laquelle il devient ministre délégué. Deux ans plus tard, il succède à Chen Shih-chung au poste de ministre le 18 juillet 2022, ce dernier ayant présenté sa démission afin de se consacrer à sa campagne municipale. Il reste à son poste jusqu'à la fin du deuxième mandat présidentiel de Tsai Ing-wen.